# Bantariella bocki
Bantariella bocki is een mosdiertjessoort uit de familie van de Mimosellidae. De wetenschappelijke naam van de soort is voor het eerst geldig gepubliceerd in 1942 door Silén.